# Astragalus vulcanicus
Astragalus vulcanicus är en ärtväxtart som beskrevs av Joseph Friedrich Nicolaus Bornmüller. Astragalus vulcanicus ingår i släktet vedlar, och familjen ärtväxter. Inga underarter finns listade i Catalogue of Life.